# Antonín Švehla
Antonín Švehla (Hostivař, 1873. április 15. – Prága, 1933. december 12.) csehszlovák politikus, három csehszlovák kormány elnöke, az Agrár Párt elnöke, földbirtokos.

## Élete
Földműves családban nőtt fel. 1900-ban apja halálát követően átvette a családi gazdaságot. 1902-től a Cseh Földművesek Társaságának alelnöke volt. 1906-ban társalapítója a Venkov folyóiratnak. 1908-1913 között a cseh tartományi gyűlés képviselője volt. 1909-től az Agrár Párt végrehajtó bizottságának elnöke. Az első világháború alatt a hazai ellenállás egyik vezetője lett. A Cseh Szövetség tagja, 1917-től az ún. Maffia tisztviselője, 1918 júliusától a Nemzeti Bizottság vezetője.
1918. október 28-án részt vett az önálló ország kikiáltásában. 1918-tól a Nemzetgyűlés képviselője, 1918-1920 között belügyminiszter, illetve jelentős részt vállalt az 1920-as alkotmány létrejöttében. 1919-ben az Agrár Párt elnöke lett, és arra törekedett hogy mind a nagybirtokosokat, mind a kisbirtokosokat képviselje.
Részt vett az ún. ötök létrehozásában, mely a fő cseh ún. államalkotó pártok koordináló szerve volt. 1922-től 1929-ig 3 csehszlovák kormány miniszterelnöke volt. 1927-ben visszautasította az államelnöki funkcióért való indulást, és Masaryk jelöltségét támogatta. 1929-ben egészségügyi okokból visszavonult a politikai életből.
Kompromisszumképes tehetséges politikus volt. Nem volt akadémiai képzése, ismereteit önállóan szerezte.